# Democratische Partij (Turkije, 1946)
De Democratische Partij was de derde legale politieke oppositiepartij in Turkije tegen de regerende Republikeinse Volkspartij. Ze werd in 1946 opgericht door Celal Bayar en Adnan Menderes. In 1950 won ze de verkiezing. Adnan Menderes werd premier en Celal Bayar president van de republiek. Na de Turkse staatsgreep (1960), die een eind maakte aan de regering van de Democratische Partij werden Bayar en Menderes in 1961 ter dood veroordeeld. Omdat Bayar ouder dan 65 jaar was, namelijk 78, werd dit omgezet in een celstraf.

## Ideologie
De Democratische Partij was een scheurpartij van de Volkspartij en had min of meer hetzelfde gedachtegoed, het kemalisme. Het verschil lag voornamelijk in de economische aanpak, de Volkspartij was voor staatscontrole, terwijl de Democratische Partij voor privatisering was.